# Currie Cup 1946
La Currie Cup de 1946 fue la vigésimo primera edición del principal torneo de rugby provincial de Sudáfrica.
El campeón fue el equipo de Northern Transvaal quienes obtuvieron su primer campeonato.

## Clasificación

### Sección Norte
| Pos. | Equipo                  | Encuentros | Encuentros | Encuentros | Encuentros | Tantos | Tantos | Tantos | Puntos |
| Pos. | Equipo                  | PJ         | PG         | PE         | PP         | F      | C      | Dif    | Puntos |
| ---- | ----------------------- | ---------- | ---------- | ---------- | ---------- | ------ | ------ | ------ | ------ |
| 1.º  | Western Province        | 6          | 5          | 0          | 1          | 90     | 42     | +48    | 10     |
| 2.º  | Eastern Province        | 6          | 4          | 0          | 2          | 76     | 58     | +18    | 8      |
| 3.º  | Border                  | 6          | 3          | 1          | 2          | 63     | 65     | -2     | 7      |
| 4.º  | Boland                  | 6          | 2          | 0          | 4          | 47     | 75     | -28    | 4      |
| 5.º  | Rhodesia                | 6          | 1          | 0          | 5          | 40     | 78     | -38    | 2      |
| 6.º  | South Western Districts | 6          | 0          | 2          | 4          | 22     | 71     | -49    | 2      |
| 7.º  | North Eastern Districts | 6          | 0          | 1          | 5          | 38     | 117    | -79    | 1      |

### Sección Sur
| Pos. | Equipo             | Encuentros | Encuentros | Encuentros | Encuentros | Tantos | Tantos | Tantos | Puntos |
| Pos. | Equipo             | PJ         | PG         | PE         | PP         | F      | C      | Dif    | Puntos |
| ---- | ------------------ | ---------- | ---------- | ---------- | ---------- | ------ | ------ | ------ | ------ |
| 1.º  | Northern Transvaal | 7          | 7          | 0          | 0          | 153    | 50     | +109   | 14     |
| 2.º  | Transvaal          | 7          | 6          | 0          | 1          | 81     | 49     | +32    | 12     |
| 3.º  | Natal              | 7          | 3          | 1          | 3          | 66     | 68     | -2     | 7      |
| 4.º  | Griqualand West    | 7          | 2          | 2          | 3          | 92     | 68     | +24    | 6      |
| 5.º  | Western Transvaal  | 7          | 3          | 0          | 4          | 53     | 69     | -16    | 6      |
| 6.º  | Orange Free State  | 7          | 2          | 1          | 4          | 55     | 72     | -17    | 5      |

### Final
| 1946 | Northern Transvaal | 11 - 9 | Western Province | Pretoria, |  |

## Campeón
| Bandera de Sudáfrica       |
| Campeón Northern Transvaal |
| Primer título              |